# Jerry Cornelius
Jerry Cornelius es uno de los personajes más conocidos del escritor Michael Moorcock, un antihéroe universal en un mundo sucumbiendo en el caos, las drogas y el sexo.
El personaje es una especie de extravagante agente secreto, de una sexualidad ambigua y en ocasiones polimórfica. Su primera aparición fue en el libro El programa final, del cual se haría más tarde una película con Jon Fich y Jenny Runacre como principales actores.
Es una pieza más dentro de todo el concepto literario de su creador, el Multiverso o universo múltiple, Jerry Cornelius encaja en la definición del campeón eterno como Elric o Corum. Además personajes de la saga de este protagonista aparecen en otras novelas de Moorcok, por ejemplo en la saga de Dancers at the End of Time, Jherek Carnelian o Una Persson (y esta última quizás en el último libro de Elric, como Oona).
Moorcock, en la cresta del movimiento renovador de ciencia ficción conocido como New Wave, animó a otros autores a escribir historias sobre Jerry Cornelius. Este es el caso del creador de cómics Jean Giraud, que bajo el seudónimo de Moebius firmaría a finales de los setenta "El Garaje Hermético", un hito en la historia del cómic protagonizado por este personaje y su alter ego el Mayor Grubert.
Recientemente la editorial "Minotauro" ha publicado por completo la saga completa en español.

## Tetralogía de Jerry Cornelius
- El programa final
- Una cura para el cáncer
- El asesino inglés
- La condición de Muzak

### Caracteres importantes
- Señora Brunner
- Obispo Beesley
- Una Persson
- Catherine Cornelius
- Comandante Nye
- Profesor Hira

## Películas relacionadas
- El programa final (The Final Programme) de 1973

- Datos: Q1503293